# 科学史 (1518年)
科学史上的1518年发生了众多事件，本条目撷取其中部分罗列如下：

## 天文
- 5月26日：金星凌日

## 探索
- 5月1日：胡安·德·格里哈尔瓦到达墨西哥地区的塔巴斯科州 [1]。
- 马丁·费尔南德斯·德恩西索（英语：Martín Fernández de Enciso）在卡斯蒂利亞王權出版Suma de Geographie，对新大陸进行了描述。

## 数学
- 亨利·格拉玛特斯（英语：Henricus Grammateus）在维也纳出版Ayn neu Kunstlich Buech，在计算上最先使用印刷的加号与减号[2]他也出版，发明新律学[3]。
- 亚当·里斯出版Rechnung auff der linihen，讲述如何使用计算板（一种二维算盘）来计算[1]。

## 出生
- 7月3日：李时珍，中国医学家、 药理学家和矿物学家（1593年逝世）